# گایانه یغیازاریان
گایانه آرتیومی یغیازاریان (ارمنی: Գայանե Արտյոմի Եղիազարյան؛ زادهٔ ۱۱ اکتبر ۱۹۷۵) یک  سیاستمدار اهل ارمنستان است که از تاریخ ۲۰۲۱ تا تاریخ ۲۰۲۶ سمت نمایندگی دوره هشتم مجلس ملی جمهوری ارمنستان را برعهده داشت.

## زندگی‌نامه
در ۱۱ اکتبر ۱۹۷۵ در ایروان به دنیا آمد . 